# 熊蕴竹
熊蕴竹（1918年—1968年），女，贵州毕节人，中华人民共和国政治人物，曾任贵州省妇联筹备处主任。